# Epos
Das Epos (altgriechisch ἔπος „Wort, Vers“, dann auch „die Erzählung, das Gedicht“; Mehrzahl: Epen), veraltet die Epopöie (von ἐποποιΐα epopoiïa „die Versschöpfung“), ist in der Antike neben Drama und Lyrik eine der drei grundlegenden Gattungen der Literatur. Erzählende Dichtung wird unter dem Begriff Epik zusammengefasst. In der Neuzeit wird unter Epos zunehmend eine weitläufige umfangreiche Erzählung verstanden.
Ein epischer Text ist ein narrativer, fiktionaler Text, dessen Charakteristikum ein Erzähler ist. Die epische Geschichte kann dabei in Versform oder auch in Prosa abgefasst worden sein.

## Begriff
Der Begriff stammt aus den antiken Poetiken, die Hesiods Theogonie sowie Homers Ilias und Odyssee zum Vorbild nahmen. Nach der Definition von Aristoteles’ Poetik erzählt das Epos, während das Drama nachahmt. Der Begriff Epos wurde stets auf umfangreiche Erzählungen in anderen, auch außereuropäischen Kulturen übertragen, was bis ins 20. Jahrhundert als unproblematisch galt, heute aber mit größerer Vorsicht gehandhabt wird.
Das Epos gehört zur Dichtung, ist im Unterschied zum jüngeren Roman aber nicht unbedingt Literatur, weil seine kulturelle Bedeutung den Umgang mit Texten und das Lesenkönnen nicht voraussetzt. Mit der mündlichen Verbreitung hängt die Versform des Epos zusammen, die als Gedankenstütze und Deklamationshilfe dient. Epen handeln von bedeutenden Ereignissen, bei denen oft Götter oder Helden im Mittelpunkt stehen (siehe Mythos). Antike und mittelalterliche Epen stammen nicht unbedingt von Autoren im modernen Sinne her, sind also keine individualistischen und eigenschöpferischen Werke. Im 18./19. Jahrhundert versuchte man sie auch als kollektive „Volksdichtungen“ zu verstehen, was jedoch nicht zutrifft.
Die antike Gattung Epos ist neben Umfang und Thematik durch den „erhabenen“ Stil, das Versmaß des Hexameters, typische Handlungselemente (Rüstung, Zweikampf, Massenkampf, Bestattung, Götterversammlung, Mahl, Feste), Beschreibung von Gegenständen (Ekphrasis), Kataloge (Aufzählungen), sprachliche Formeln (teilweise aus der Tradition der mündlichen Überlieferung), schmückende Beiwörter (Epitheta ornantia), Vergleiche und eine unparteiisch-allwissende Erzählhaltung bestimmt.
Die modernen Werke sind oft sehr dezidierte Gegenentwürfe, weshalb man dafür auch den Begriff „Antiepos“ geprägt hat. Goethe wendet mit Hermann und Dorothea das Thema ins Gegenwärtige und Bürgerliche und bei Joyces Ulysses wird das Epos zum Irrlauf eines Antihelden im Zeitraum eines Tages. Die Anlehnung an vormoderne Vorbilder gab es ebenfalls: Carl Spitteler erhielt für seine Erneuerung des Versepos 1919 den Nobelpreis für Literatur. Auch etwa Theodor Däubler und Albrecht Schaeffer haben beachtliche Vers-Epen verfasst.

## Versform
Die Epen der griechischen und lateinischen Antike sind im Versmaß des Hexameters verfasst, der die Quantität der Silben zur Versstrukturierung nutzt und keinen Endreim kennt. Die Hauptform der altgermanischen Epik war der Stabreimvers (Beowulf, Heliand). Bei den mittelhochdeutschen und altfranzösischen Epen kommt aufgrund der andersartigen Metrik meist der paargereimte vierhebige Vers zur Anwendung, in dem auch die Romane gedichtet sind.

## Abgrenzung zwischen Epos und Roman
Die frühen Romane bis etwa zum 16. Jahrhundert sind noch überwiegend in Versform gehalten und wurden zum Teil noch mündlich überliefert, daher ist eine Abgrenzung vom Epos oft schwierig. Das Abschreiben und das Auswendiglernen hingen oft miteinander zusammen. Die Novelle grenzte sich durch ihre Aktualität und straffe Kürze vom Epos ab und wertete die Schriftform auf. Eine klare Trennung zwischen Epos und Roman schuf der Buchdruck mit seinen hohen Auflagen. Er machte die erzählerische Dichtung zu „Literatur“.
Der einflussreichste gattungstheoretische Ansatz dürfte die Romantheorie von Georg Lukács sein, die das Epos mit einem verlorenen Naturzustand in Verbindung bringt: Epos sei die Gestaltung einer „geschlossenen Lebenstotalität“ mit festen Lebens-, Wert- und Sozialordnungen und verbindlichem Weltverständnis, dagegen gelte der Roman als Ausdruck eines privaten Weltausschnitts und eines problematisch gewordenen Welt- und Ordnungsverständnisses.
Franz Borkenau hingegen bezeichnet das Epos als literarische Form der Selbstfindung nach barbarischen Zeitaltern (zum Beispiel nach der Völkerwanderung). Daher stammen aus seiner Sicht auch seine abenteuerlichen Handlungen. In der höfischen Literatur um 1200 lassen sich erstmals sowohl epostypische wie romantypische Elemente erkennen, sodass die höfische Epik (speziell der Artusroman) als eine Übergangserscheinung betrachtet werden könne, die zum Roman als „epischer Leitgattung“ der Neuzeit hinführe.

## Beispiele

### Antike Epen
- sumerisch, akkadisch
  - Gilgamesch-Epos
- indisch
  - Mahabharata
  - Ramayana (in Thailand als Ramakien bekannt)
- griechisch
  - Hesiod, Werke und Tage (Ἔργα καὶ ἡμέραι – Érga kaì hēmérai)
  - Hesiod, Theogonie – Entstehung der Götter
  - Homer, Ilias – Zorn des Achilleus
  - Homer, Odyssee – die Heimreise des Odysseus von Troja
  - Apollonios von Rhodos, Argonautika – Jason und das Goldene Vlies
  - Nonnos von Panopolis, Dionysiaka - das längste erhaltene Epos der Antike
- römisch bzw. lateinisch
  - Livius Andronicus, Odusia – Erstes römisches Epos. Übertragung der Odyssee in die lateinische Sprache.
  - Naevius, Bellum Poenicum – Erster Punischer Krieg
  - Ennius, Annales – Vorgeschichte Roms bis 184 v. Chr.
  - Lukrez, De rerum natura – Sachepos über Phänomene der Natur
  - Vergil, Aeneis – Vorgeschichte der Gründung Roms
  - Vergil, Georgica – Sachepos über den Landbau
  - Ovid, Metamorphosen – Verwandlungssagen (Klein-Epen – keine durchgehende Handlung)
  - Lucan, Pharsalia/Bellum Civile – Thema: Bürgerkrieg zwischen Caesar und Pompeius
  - Silius Italicus, Punica – Thema: Zweiter Punischer Krieg
  - Valerius Flaccus, Argonautica – Suche nach dem Goldenen Vlies
  - Statius, Thebais – Der Mythos der Sieben gegen Theben

### Mittelalter
- Schāhnāme (persisch; basiert auf alten iranischen Epen, wurde jedoch erst im 11. Jahrhundert von Daqiqi und Ferdousi zusammengestellt)
- Manas (kirgisisch)
- Beowulf (angelsächsisch)
- David von Sasun (armenisch)
- Hildebrandslied (althochdeutsch, altsächsisch 9. Jahrhundert)
- Nibelungenlied (mittelhochdeutsch, 12. Jahrhundert)
- Táin Bó Cuailnge (irisch, 11. oder 12. Jahrhundert)
- Dede Korkut (türkisch, 15. Jahrhundert)
- Mal'abat Al Kafif ez-Zarhouni (marokkanisch-arabisch, 14. Jahrhundert)
- Gottfried von Straßburg, Tristan und Isolde (mittelhochdeutsch)
- Wolfram von Eschenbach, Parzival (mittelhochdeutsch)
- Turoldus, Rolandslied (französisch und deutsch, 12. Jahrhundert)
- El cantar de mio Cid (altspanisch, 12. Jahrhundert)
- Sifoni von Brjansk, Epos von der Schlacht am Don (russisch)
- Igorlied (russisch)
- Edda (isländisch)
- Nezāmi, Chosrau und Schirin (persisch, 13. Jahrhundert)
- Schota Rustaweli, Der Recke im Tigerfell (georgisch)
- Dante Alighieri, Die Göttliche Komödie (italienisch)
- Heike Monogatari (japanisch, 14. Jahrhundert)

### Renaissance bis zur Gegenwart
- Wolf Helmhardt von Hohberg, Der Habsburgische Ottobert
- Friedrich Gottlieb Klopstock, Messias
- Christoph Martin Wieland, Oberon
- Johann Wolfgang von Goethe, Hermann und Dorothea
- Johann Wolfgang von Goethe, Achilleis
- Johann Wolfgang von Goethe, Reinecke Fuchs
- Wilhelm Müller, Winterreise
- Heinrich Heine, Deutschland. Ein Wintermärchen
- Heinrich Heine, Atta Troll
- Nikolaus Lenau, Faust
- Carl Spitteler, Olympischer Frühling
- Anton Wildgans, Der Kirbisch
- Kalevala (finnisches Nationalepos)
- Kalevipoeg (estnisches Nationalepos)
- Andrejs Pumpurs, Lāčplēsis (lettisches Nationalepos)
- Gerhart Hauptmann, Promethidenlos. Eine Dichtung.
- Gerhart Hauptmann, Anna. Ein ländliches Liebesgedicht.
- Gerhart Hauptmann, Des großen Kampffliegers, Landfahrers, Gauklers und Magiers Till Eulenspiegel Abenteuer, Streiche, Gaukeleien, Gesichte und Träume.
- Gerhart Hauptmann, Der große Traum.
- Alfred Döblin, Manas
- William Carlos Williams, Paterson. Buch I (1946); Buch II (1948); Buch III (1949); Buch IV (1951); Buch V (1958)
- Harry Martinson, Aniara
- Christoph Ransmayr, Der fliegende Berg
- Raoul Schrott, Erste Erde
- Anne Weber, Annette, ein Heldinnenepos
- romanisch
  - Luis Vaz de Camões, Die Lusiaden (portugiesisch)
  - Ludovico Ariosto, Der rasende Roland (italienisch)
  - Basílio da Gama, O Uraguay (brasilianisches Portugiesisch, 1769)
  - Torquato Tasso, Gerusalemme liberata (Das befreite Jerusalem)
- englisch
  - Edmund Spenser, The Faerie Queene
  - John Milton, Paradise Lost
  - Henry Wadsworth Longfellow, Das Lied von Hiawatha
  - Henry Wadsworth Longfellow, Evangeline
  - Herman Melville, Clarel
  - Les Murray, Fredy Neptune
  - Derek Walcott, Omeros
- slawisch
  - Alexander Puschkin, Eugen Onegin
  - Adam Mickiewicz, Pan Tadeusz
  - Henryk Sienkiewicz, Ogniem i Mieczem (Mit Feuer und Schwert)
  - Henryk Sienkiewicz, Potop (Sintflut)
  - Henryk Sienkiewicz, Pan Wołodyjowski (Leben, Liebe und Tod des Oberst Wolodyjowski)
- albanisch
  - Epos von kreshnik (oder auch Cikli i kreshnikëve)